# جان پولستون
جان پولستون (انگلیسی: John Polston؛ زادهٔ ۱۰ ژوئن ۱۹۶۸) بازیکن فوتبال اهل بریتانیا است.
از باشگاه‌هایی که در آن بازی کرده‌است می‌توان به باشگاه فوتبال نوریچ سیتی، باشگاه فوتبال تاتنهام هاتسپر، و باشگاه فوتبال ردینگ اشاره کرد.